# 36 v. Chr.
Portal Geschichte | Portal Biografien | Aktuelle Ereignisse | Jahreskalender | Tagesartikel

◄ |
2. Jahrhundert v. Chr. |
1. Jahrhundert v. Chr. |
1. Jahrhundert |
►

◄ | 50er v. Chr. | 40er v. Chr. | 30er v. Chr. | 20er v. Chr. |
10er v. Chr. |
►

◄◄ | ◄ | 39 v. Chr. | 38 v. Chr. | 37 v. Chr. | 36 v. Chr. |
35 v. Chr. |
34 v. Chr. |
33 v. Chr. |
► |
►►
Staatsoberhäupter

## Ereignisse

### Politik und Weltgeschehen

#### Europa
- Seeschlacht bei Tauromenium, Sieg des Sextus Pompeius
- August: Römische Bürgerkriege: In der Seeschlacht von Mylae besiegt die Flotte des Octavian unter dem Kommando von Marcus Vipsanius Agrippa die Flotte des Sextus Pompeius.
- 3. September: In der Seeschlacht von Naulochoi vor der Nordspitze Siziliens vernichtet die Flotte von Caesars Großneffen und Adoptivsohn Octavian unter der Führung des Marcus Vipsanius Agrippa die Flotte des Sextus Pompeius.

#### Asien
- Schlacht von Zhizhi zwischen der chinesischen Han-Dynastie unter Chen Tang und den Xiongnu-Reiternomaden unter Häuptling Zhizhi Chanyu bei Taras, am Fluss Talas, im heutigen Kasachstan. Die Han-Chinesen erringen einen bedeutenden Sieg gegen die Xiongnu.

### Wissenschaft und Technik
- um 36. v. Chr.: In China werden erstmals die Perseiden beobachtet.

## Geboren
- Antonia die Jüngere, römische Adlige († 37 n. Chr.)
- Ptolemaios Philadelphos, Sohn von Kleopatra VII. und Marcus Antonius

## Gestorben
- Aristobulos, hasmonäischer Prinz und Hohepriester im Jerusalemer Tempel (* um 53 v. Chr.)

- um 36 v. Chr.: Publius Ventidius Bassus, römischer Politiker (* um 90 v. Chr.)